# Alps
Els Alps (Alpen en alemany, Alpes en francès i Ârpes en francoprovençal, Alpi en italià, Alpe en eslovè, Alps en furlà, occità i romanx, Alp en llombard i piemontès) són una cadena de muntanyes situada a l'Europa central.
El seu punt culminant és el Mont Blanc, amb 4.810 metres d'altitud. Al voltant dels Alps –afavorit per rius importants de cabal uniforme i riques terres de conreu– es va edificar la civilització europea que avui coneixem. Els Alps estan administrativament repartits entre quatre estats: França, Suïssa, Àustria i Itàlia, almenys pel que fa als grans massissos, ja que també Mònaco, Eslovènia, Alemanya i Liechtenstein tenen dintre de les seves fronteres alguns estreps de la serralada.

## Geografia
Serralada en forma d'arc de 1.000 quilòmetres de longitud per 400 quilòmetres d'amplada màxima. Hi són nombroses les muntanyes de més de quatre mil metres. És, doncs, un accident orogràfic important de l'escorça de la Terra.

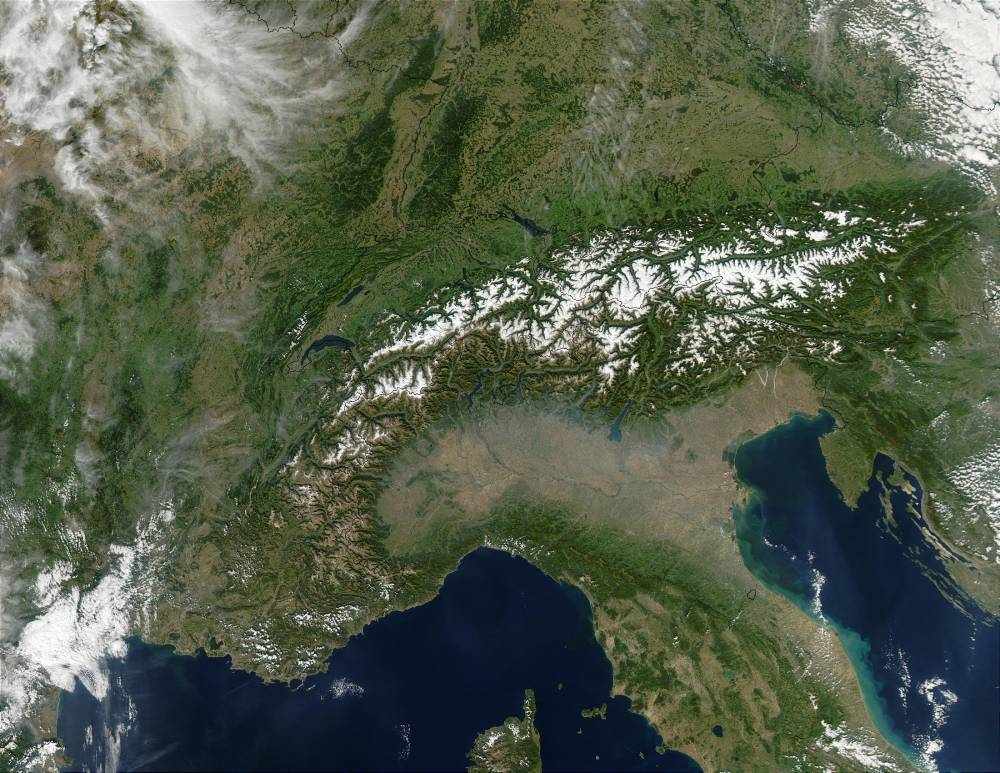
Imatge de satèl·lit. Al nord-oest i al sud s'aprecien núvols. Els cims de la serralada són colgats de neu.

Amb criteris geològics i geogràfics es poden dividir en tres sectors diferenciats:
- Els Alps Occidentals, que anirien des de les primeres elevacions a prop de la mar Mediterrània fins al Valais. Els Alps Marítims, el massís de la Vanoise, el dels Écrins i el massís del Mont Blanc en són els blocs més importants.
- Els Alps Centrals, des del Valais fins als Grisons. Tot el Valais amb el massís més important dels Alps, el Monte Rosa, l'Oberland i el grup del Bernina.
- Els Alps Orientals, que abasten la resta de la serralada cap a l'est i el sud. El Tirol i els Dolomites en són les formacions més importants. Les darreres elevacions en aquesta direcció arriben fins a les primeres d'un altre gran massís: els Carpats.

El massís dels Alps és un sistema de serralades que s'estén al llarg de més d'un miler de quilòmetres, des de la Bocchetta di Altare a Itàlia, fins a Viena, a Àustria. Vuit estats comparteixen aquest conjunt muntanyós: Itàlia, França, Mònaco, Suïssa, Àustria, Liechtenstein, Alemanya, i Eslovènia. Amb nombrosos cims de més de 4.000 metres, absència de grans passos i hiverns rigorosos, aquestes muntanyes han constituït i encara constitueixen una important barrera natural. Tot i això el massís és dels més poblats i industrialitzats del món, gràcies a la seva posició geogràfica al cor de l'Europa de la Revolució Industrial.

### Límits generals

Regions dels Alps

La cadena alpina presenta unes delimitacions més o menys clares allà on les muntanyes perden alçada:
- La frontera entre els Alps i els Apenins se sol prendre a la Bocchetta di Altare, a 459 msnm. Aquest límit s'estén al llarg del recorregut de l'autopista A6.
- La mar Mediterrània banya els contraforts del sud-est dels Alps Occidentals, a les províncies d'Imperia i Savona, a la Ligúria, i al departament dels Alps Marítims, a Provença-Alps-Costa Blava.
- Les valls excavades pels rius Argenç, Verdon i Durença separen els Prealps meridionals d'altres massissos més marítims com el de Maures, el de la Santa Bauma o el Mont Venturi.
- La vall del Roine suposa la marcada separació en sentit sud-nord entre els Alps Occidentals i el Massís Central Francès fins on rep les aigües del riu Isèra. A partir d'aquí l'Isèra és més fidel als límits alpins fins al colze de Voiron, on una línia sud-nord d'una trentena de quilòmetres enllaça altre cop el Roine a l'altura de la desembocadura del Guiers. En aquest punt i fins al llac Léman a la riba dreta del Roine s'hi troba la serralada del Jura.
- Un paisatge poc accidentat a uns 500 msnm enllaça en trenta quilòmetres el llac Léman amb el de Neuchâtel, a partir del qual el riu Aar fa de frontera dels Alps i el Jura fins que desemboca en el Rin.
- La Selva Negra queda separada dels Alps pel Rin i el llac de Constança, però la delimitació exacta és difícil més a l'est, al sud de Baviera, on la serralada alpina perd progressivament alçada fins a esdevenir una gran extensió de turons coneguda com els Prealps Bàvars.
- Un cop a Àustria el Danubi transcorre pel nord dels Alps i els separa de la major part de la Selva de Bohèmia, tot i que algunes petites zones al sud del Danubi pertanyen geològicament al massís bohemi. La Selva de Viena, al sud-oest de la ciutat, suposa l'extrem nord-oriental dels Alps, ja que a l'altra riba del Danubi, a una cinquantena de quilòmetres de Viena, s'hi troben els Petits Carpats.
- La plana Panònica constitueix la frontera oriental dels Alps entre Viena i Eslovènia.
- La part més sud-oriental de la cadena alpina es troba en territori eslovè, on les valls que enllaça l'autopista A1 es poden prendre de referència de divisió entre els darrers massissos alpins i els primers dels Alps Dinàrics
- Dins de la península Itàlica, les planes furlana, veneciana i Plana padana contrasten clarament amb les elevacions dels Alps i el separen dels Apenins

Aquesta delimitació dels Alps és subjectiva i oberta la discussió, ja que respon a criteris geològics, altimètrics, històrics o polítics, segons les zones. Amb la mateixa subjectivitat es pot dividir la serralada en Alps Occidentals, Centrals i Orientals.

### Els massissos dels Alps

#### Alps Occidentals
De nord a sud (punt més alt):

Massissos des Alps occidentals

- Prealps de Savoia (Dents du Midi, 3.257 m)
  - Massís del Chablais
  - Massís del Giffre
  - Agulles Roges
  - Massís dels Bornes
  - Massís dels Aravis
  - Massís de Bauges
  - Massís de la Chartreuse
- Alps de Graies (Mont Blanc, 4.808 m)
  - Massís del Mont Blanc
  - Massís del Beaufortain
  - Alps de Graies (en sentit restringit)
  - Massís de la Lauzière
  - Massís de la Vanoise
  - Massís del Gran Paradiso
- Alps del Delfinat (Barra dels Escrinhs, 4.103 m)
  - Belledonne
  - Grandes Rousses
  - Massís d'Arves
  - Massís del Taillefer
  - Massís dels Escrinhs
- Alps Cottis (Mont Viso, 3.841 m)
  - Massís del Mont Cenis
  - Massís de Cerces
  - Massís del Queyras / Alps cosiens (en sentit restringit)
  - Massís de l'Ubaia / Orrenaye
- Prealps del Delfinat (Grande Tête de l'Obiou, 2.790 m)
  - Massís del Vercors
  - Massís del Diois
  - Massís del Dévoluy
  - País de Buech
  - Massís de les Baronies
- Alps de Provença (Tête de l'Estrop, 2.961 m)
  - Massís dels Tres Bisbes
  - Prealps de Dinha
  - Prealps de Castelana
- Alps Marítims (cim de l'Argentera, 3.297 m)
  - Massís del Mercantour / Argentera
  - Massís del Pelat
  - Prealps de Grassa
  - Prealps de Niça
- Alps Ligurs (Punta Marguareis, 2.651 m)
- Prealps de Provença (Ventor, 1.912 m)
  - Monts de Valclusa
  - Massís del Leberon

#### Alps Centrals
D'oest a est (punt més alt):

Massissos dels Alps centrals

- Alps Bernesos (Finsteraarhorn, 4.275 m)
  - Gastlosen
  - Diablerets
  - Aar-Gothard
  - Prealps bernesos
  - Prealps Friburguesos
- Alps Penins o del Valais (Punta Dufour, 4.634 m)
  - Massís dels Mischabels
  - Mont Rosa
  - Prealps Biellesos
- Alps Urinesos (Dammastock, 3.630 m)
  - Massís de Saint-Gothard
- Alps Glaronesos (Piz Russein, 3.614 m)
  - Piz Russein
  - Rossberg
- Alps Lepotins (Monte Leone, 3.552 m)
  - Alps Tesinesos
    - Massís del Monte Leone
    - Massís de Saint-Gothard

  - Adula
    - Massís del Ceneri
- Prealps Appenzellesos (Säntis, 2.501 m)
  - Alpstein
  - Churfirsten
  - Tösstal

#### Alps Orientals

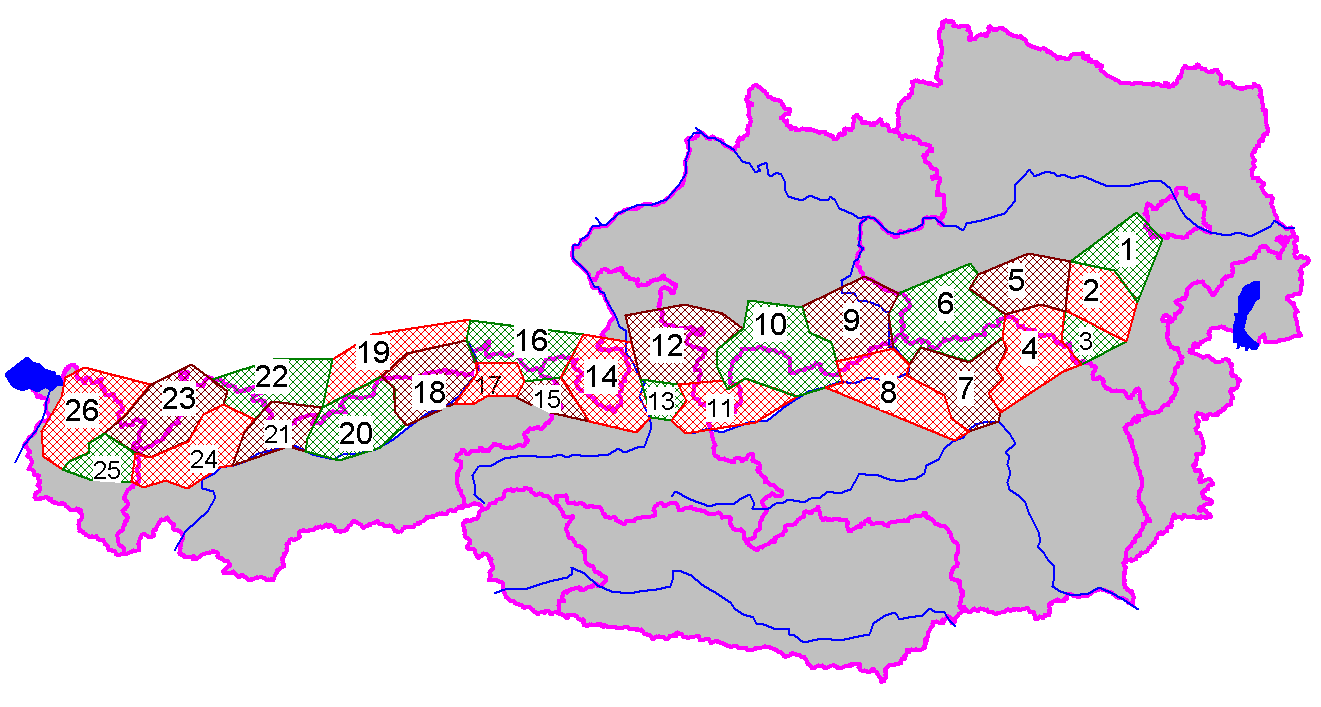
Massissos dels Prealps Orientals Septentrionals

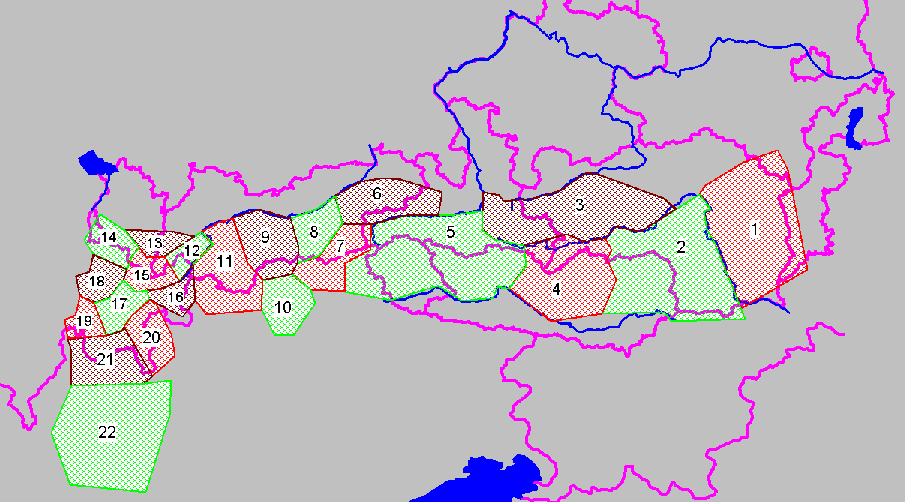
Massissos dels Alps Orientals Centrals

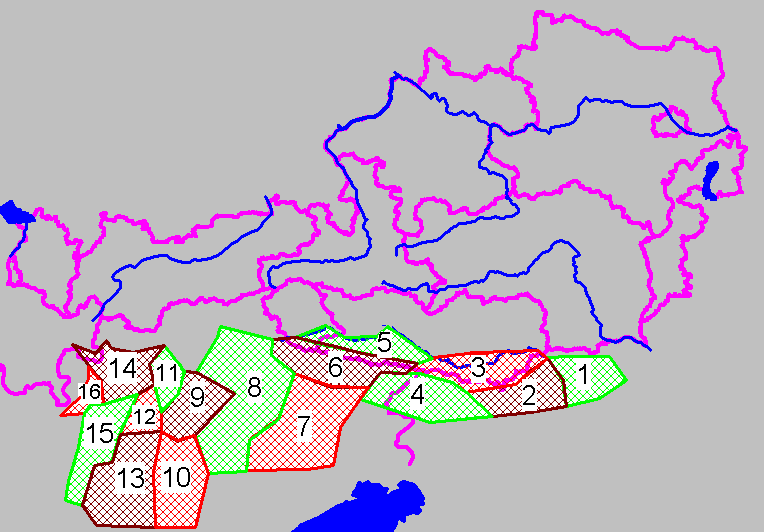
Massissos dels Prealps Orientals Meridionals

- Prealps Orientals Septentrionals

- Alps Orientals Centrals
  - Alps Rètics
  - Alps Atesins
  - Alps Nòrics

- Prealps Orientals Meridionals
  - Dolomites
  - Alps Càrnics
  - Alps Julians

### Les regions dels Alps

#### Regionsidepartamentsalpins de França
- Provença – Alps – Costa Blava
  - Valclusa
  - Var
  - Alps Marítims
  - Alps de l'Alta Provença
  - Alts Alps
- Roine-Alps
  - Droma
  - Isèra
  - Savoia
  - Alta Savoia

#### Cantonsalpins de Suïssa
- Vaud
- Friburg
- Valais
- Berna
- Lucerna
- Obwalden
- Nidwalden
- Uri
- Ticino
- Schwyz
- Grisons
- Glarus
- Sankt Gallen
- Appenzell Ausser-Rhoden

#### Regionsiprovínciesalpines d'Itàlia
- Ligúria
  - Savona
  - Impèria
- Piemont
  - Cuneo
  - Torí
  - Biella
  - Vercelli
  - Verbano-Cusio-Ossola
- Vall d'Aosta
- Llombardia
  - Varese
  - Como
  - Lecco
  - Sondrio
  - Bèrgam
  - Brescia
- Trentino - Tirol del Sud
  - Tirol del Sud
  - Província de Trento
- Vèneto
  - Verona
  - Vicenza
  - Treviso
  - Belluno
- Friül - Venècia Júlia
  - Pordenone
  - Udine

#### Estats federatsalpins d'Àustria
- Vorarlberg
- Tirol
- Salzburg
- Caríntia
- Alta Àustria
- Estíria
- Baixa Àustria

#### Estats federatsiRegierungsbezirkalpins d'Alemanya
- Baviera
  - Suàbia
  - Oberbayern

#### Regions alpines d'Eslovènia
- Goriška
- Alta Carniola
- Caríntia
- Baixa Estíria

### Quatre mils dels Alps

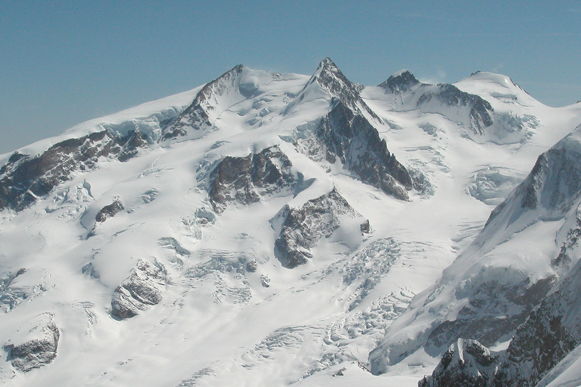
El massís del Monte Rosa. Amb 4634m, és el segon pic més alt dels Alps.

Així com als Pirineus l'elevació de les muntanyes més importants depassa els tres mil metres i a l'Himàlaia els vuit mil, els Alps s'expliquen com una successió de muntanyes de més de quatre mil metres. És clar que el seu nombre pot variar en funció dels criteris amb què es determini si una elevació o una altra és un cim independent o no.
La Unió Internacional d'Associacions d'Alpinisme (UIAA) ha definit una llista amb 82 4.000s "oficials" (més de 13.123 peus). Es considera, però, que hi ha 67 cims principals o més característics que depassen aquesta alçada, concentrats als sectors central i occidental principalment.
Una relació força acceptada és la següent, amb distribució per massissos d'est a oest.
- Sector dels Grisons:

| Cim     | Altres noms | Alçada (m) | País/països | 1a ascensió            | Realitzada per                           |
| ------- | ----------- | ---------- | ----------- | ---------------------- | ---------------------------------------- |
| Bernina | Piz Bernina | 4.049      | Suïssa      | 13 de setembre de 1850 | J. Coaz, J. R. Tschamer i L. R. Tschamer |

- Sector de l'Oberland:

| Cim                 | Altres noms    | Alçada (m) | País/països | 1a ascensió          | Realitzada per                                                                                                 |
| ------------------- | -------------- | ---------- | ----------- | -------------------- | --- |
| Schreckhorn         |                | 4.078      | Suïssa      | 16 d'agost de 1861   | Leslie Stephen, Ulrich Kaufmann, Christian Michel i Peter Michel                                               |
| Lauteraarhorn       |                | 4.042      | Suïssa      | 8 d'agost de 1842    | Pierre Jean Édouard Desor, Christian Girard, Arnold Escher von der Linth, Melchior Bannholzer i Jakob Leuthold |
| Finsteraarhorn      |                | 4.273      | Suïssa      | 10 d'agost de 1829   | Jakob Leuthold i Johann Währen                                                                                 |
| Aletschhorn         |                | 4.195      | Suïssa      | 18 de juny de 1859   | Francis Fox Tuckett, Johann Joseph Bennen, Peter Bohren i V. Tairraz                                           |
| Jungfrau            |                | 4.158      | Suïssa      | 3 d'agost de 1811    | J. Meyer, H. Meyer                                                                                             |
| Mönch               | Monk           | 4.099      | Suïssa      | 15 d'agost de 1857   | Christian Almer, Christian Kaufmann, Ulrich Kaufmann i Sigismund Porges                                        |
| Gross Fiescherhorn  |                | 4.049      | Suïssa      | 23 de juliol de 1862 | H. B. George, Adolphus Warburton Moore, Christian Almer i Ulrich Kaufmann                                      |
| Hinter Fiescherhorn |                | 4.025      | Suïssa      |                      | |
| Grünhorn            | Gross-Grünhorn | 4.044      | Suïssa      | 7 d'agost de 1865    | Edmund von Fellenberg, Peter Michel, Peter Egger i Peter Inäbnit                                               |

- Valais (zona del Mischabel):

| Cim         | Altres noms | Alçada (m) | País/països | 1a ascensió            | Realitzada per                                                                                        |
| ----------- | ----------- | ---------- | ----------- | ---------------------- | --- |
| Lagginhorn  |             | 4.010      | Suïssa      | 26 d'agost de 1856     | E. L. Ames, Franz Andenmatten i Johann Josef Imseng                                                   |
| Weissmies   |             | 4.023      | Suïssa      | 1855                   | Jakob Christian Häusser i Peter Josef Zurbriggen                                                      |
| Lenzspitze  |             | 4.294      | Suïssa      | Agost de 1870          | Clinton Thomas Dent, Alexander Burgener i Franz Burgener                                              |
| Nadelhorn   |             | 4.327      | Suïssa      | 16 de setembre de 1858 | Franz Andenmatten, Baptiste Epiney, Aloys Supersaxo i J. Zimmermann                                   |
| Hohberghorn |             | 4.219      | Suïssa      | Agost de 1869          | R. B. Heathcote, Franz Biner, Peter Perren i Peter Taugwalde                                          |
| Durrenhorn  |             | 4.035      | Suïssa      | 7 de setembre de 1879  | Albert Frederick Mummery, William Penhall, Alexander Burgener i Ferdinand Imseng                      |
| Dom         |             | 4.545      | Suïssa      | 11 de setembre de 1858 | J. L. Davies, Johann Zumtaugwald, Johann Krönig i Hieronymous Brantschen                              |
| Taschhorn   |             | 4.490      | Suïssa      | 30 de juliol de 1862   | Rev. John Llewelyn-Davies, Rev. J. W. Hayward, Stefan i Johann Zumtaugwald i Peter-Josef Summermatter |

- Valais (zona de Saas):

| Cim           | Altres noms | Alçada (m) | País/països | 1a ascensió           | Realitzada per                                                                                         |
| ------------- | ----------- | ---------- | ----------- | --------------------- | --- |
| Alphubel      |             | 4.206      | Suïssa      | 9 d'agost de 1860     | Leslie Stephen, T. W. Hinchliff, Melchior Anderegg i Peter Perren                                      |
| Allalinhorn   |             | 4.027      | Suïssa      | 28 d'agost de 1856    | Edward Levi Ames, Johann Joseph Imseng, un altre membre de la familia Imseng i Franz-Josef Andenmatten |
| Rimpfischhorn |             | 4.199      | Suïssa      | 9 de setembre de 1859 | Leslie Stephen, Robert Liveing, Melchior Anderegg i Johann Zumtaugwald                                 |
| Strahlhorn    |             | 4.190      | Suïssa      | 15 d'agost de 1854    | Christopher Smyth, Ulrich Lauener, Edmund J. Grenville i Franz-Josef Andenmatten                       |

- Valais (massís del Monte Rosa):

| Cim              | Altres noms    | Alçada (m) | País/països     | 1a ascensió        | Realitzada per |
| ---------------- | -------------- | ---------- | --------------- | ------------------ | --- |
| Nordend          |                | 4.609      | Suïssa · Itàlia | 1861               | |
| Dufourspitze     |                | 4.634      | Suïssa          | 1 d'agost de 1855  | John Birbeck, Charles Hudson, Christopher Smyth, James G. Smyth, Edward Stephenson, Matthäus Zumtaugwald, Johannes Zumtaugwald i Ulrich Lauener |
| Grenzgipfel      |                | 4.618      | Suïssa · Itàlia |                    | |
| Zumsteinspitze   |                | 4.563      | Suïssa · Itàlia | 1 d'agost de 1820  | Joseph i Johann Niklaus Vincent, Joseph Zumstein, Molinatti, Castel                                                                             |
| Signalkuppe      | Punta Gnifetti | 4.554      | Suïssa · Itàlia | 9 d'agost de 1842  | Giovanni Gnifetti i altres |
| Parrotspitze     |                | 4.432      | Suïssa · Itàlia | 16 d'agost de 1863 | Reginald S. Macdonald, Florence Crauford Grove, Montagu Woodmass, William Edward Hall, Melchior Anderegg i Peter Perren                         |
| Ludwigshöhe      |                | 4.341      | Suïssa · Itàlia |                    | |
| Schwarzhorn      | Corno Nero     | 4.322      | Itàlia          |                    | |
| Balmenhorn       |                | 4.167      | Itàlia          |                    | |
| Piràmide Vincent |                | 4.215      | Itàlia          |                    | |
| Punta Giordani   |                | 4.046      | Itàlia          |                    | |

- Valais (vall de Zinal):

| Cim            | Altres noms       | Alçada (m) | País/països | 1a ascensió          | Realitzada per                                                              |
| -------------- | ----------------- | ---------- | ----------- | -------------------- | --------------------------------------------------------------------------- |
| Bishorn        |                   | 4.153      | Suïssa      | 18 d'agost de 1884   | G. S. Barnes, R. Chessyre-Walker, Joseph Imboden i J. M. Chanton            |
| Weisshorn      |                   | 4.505      | Suïssa      | 1861                 |                                                                             |
| Zinalrothorn   | Piràmide de Zinal | 4.221      | Suïssa      | 22 d'agost de 1864   | Leslie Stephen, Florence Crauford Grove, Jakob Anderegg i Melchior Anderegg |
| Ober Gabelhorn | Obergabelhorn     | 4.063      | Suïssa      | 6 de juliol de 1865  | A. W. Moore, Horace Walker i Jakob Anderegg                                 |
| Dent Blanche   | Punta Gnifetti    | 4.356      | Suïssa      | 12 de juliol de 1862 | T. S. Kennedy, W. Wigram, J. Croz i J. Konig                                |

- Valais central:

| Cim           | Altres noms               | Alçada (m) | País/països     | 1a ascensió          | Realitzada per |
| ------------- | ------------------------- | ---------- | --------------- | -------------------- | --- |
| Liskamm       |                           | 4.527      | Suïssa · Itàlia | 1861                 | J. F. Hardy, William Edward Hall, A. C. Ramsey, F. Sibson, T. Rennison, J. A. Hudson, C. H. Pilkington, R. M. Stephenson, J.-P. Cachet, F. Lochmatter, K. Kerr, S. Zumtaugwald, P. i J.-M. Perren. |
| Felikhorn     |                           | 4.093      | Itàlia          |                      | |
| Càstor        |                           | 4.228      | Suïssa · Itàlia | 23 d'agost de 1861   | F. W. Jacomb, William Mathews i Michel Croz |
| Pòl·lux       |                           | 4.092      | Suïssa · Itàlia | 1 d'agost de 1864    | Jules Jacot, Josef-Marie Perren i Peter Taugwalder (pare) |
| Breithorn     |                           | 4.165      | Suïssa · Itàlia | 1813                 | Henry Maynard, Joseph-Marie Couttet, Jean Gras, Jean-Baptiste Erin i Jean-Jacques Erin. |
| Roccia Nera   |                           | 4.075      | Suïssa · Itàlia |                      | |
| Cerví         | Matterhorn Cervino Cervin | 4.478      | Suïssa · Itàlia | 14 de juliol de 1865 | Edward Whymper, Lord Francis Douglas(†), Charles Hudson(†), Douglas Robert Hadow(†), Michel Croz(†), Peter Taugwalder pare i Peter Taugwalder fill                                                 |
| Dent d'Herens |                           | 4.171      | Suïssa          | 12 d'agost de 1863   | Florence Crauford Grove, William Edward Hall, Reginald Somerled Macdonald, Montagu Woodmass, Melchior Anderegg, Jean-Pierre Cachat i Peter Perren                                                  |

- Valais occidental:

| Cim                | Altres noms | Alçada (m) | País/països | 1a ascensió          | Realitzada per                                                                     |
| ------------------ | ----------- | ---------- | ----------- | -------------------- | ---------------------------------------------------------------------------------- |
| Combin de Tsesseta |             | 4.141      | Suïssa      |                      |                                                                                    |
| Grand Combin       |             | 4.314      | Suïssa      | 30 de juliol de 1859 | Charles Sainte-Claire Deville, Daniel, Emmanuel i Gaspard Balleys, i Basile Dorsaz |
| Combin de Valsorey |             | 4.184      | Suïssa      |                      |                                                                                    |

- Massís del Mont Blanc:

| Cim                    | Altres noms | Alçada (m) | País/països     | 1a ascensió            | Realitzada per |
| ---------------------- | ----------- | ---------- | --------------- | ---------------------- | --- |
| Aiguille Verte         |             | 4.122      | França          | 29 de juny de 1865     | Edward Whymper, Christian Almer i Franz Biner                                                                         |
| Grande Rocheuse        |             | 4.102      | França          |                        | |
| Aiguille du Jardin     |             | 4.035      | França          |                        | |
| Les Droites            |             | 4.000      | França          | 7 d'agost de 1876      | Thomas Middlemore, John Oakley Maund, Henri Cordier, Johann Jaun i Andreas Maurer                                     |
| Grandes Jorasses       |             | 4.208      | França          | 30 de juny de 1868     | Horace Walker, Melchior Anderegg, Johann Jaun i Julien Grange                                                         |
| Pointe Whymper         |             | 4.184      | França          |                        | Edward Whymper |
| Aiguille de Rochefort  |             | 4.001      | França · Itàlia |                        | |
| Dome de Rochefort      |             | 4.015      | França · Itàlia |                        | |
| Dent du Géant          |             | 4.013      | França · Itàlia | 20 d'agost de 1882     | William Woodman Graham, Auguste Cupelin i Alphonse Payot                                                              |
| Mont Blanc du Tacul    |             | 4.248      | França          | 5 d'agost de 1855      | Charles Hudson, Edward John Stevenson, Christopher, James Grenville Smith, E. S. Kennedy, Charles Ainslie, G. C. Joad |
| Mont Maudit            |             | 4.465      | França · Itàlia | 12 de setembre de 1878 | Henry Seymour Hoare, William Edward Davidson, Johann Jaun, Johann von Bergen                                          |
| Mont Blanc             |             | 4.807      | França · Itàlia | 8 d'agost de 1786      | Jacques Balmat i Michel-Gabriel Paccard                                                                               |
| Aiguille de Bionnassay |             | 4.052      | França · Itàlia |                        | |
| Mont Brouillard        |             | 4.053      | Itàlia          |                        | |
| Aiguille Blanche       |             | 4.112      | Itàlia          | 31 de juliol de 1885   | Henry Seymour King, Emile Rey, Ambros Supersaxo i Aloys Anthamatten                                                   |

- Alps de Graies:

| Cim           | Altres noms | Alçada (m) | País/països | 1a ascensió | Realitzada per |
| ------------- | ----------- | ---------- | ----------- | ----------- | -------------- |
| Gran Paradiso |             | 4.061      | Itàlia      |             |                |

- Massís dels Ecrins:

| Cim              | Altres noms | Alçada (m) | País/països | 1a ascensió        | Realitzada per                                                                                         |
| ---------------- | ----------- | ---------- | ----------- | ------------------ | --- |
| Barre des Écrins |             | 4.101      | França      | 25 de juny de 1864 | A. W. Moore, Horace Walker, Edward Whymper, Michel Croz, Christian Almer pare, i Christian Almer fill. |

## Formació dels Alps
La formació d'aquesta serralada és complexa, producte d'una sèrie de moviments tectònics produïts al Mesozoic (era Secundària, de 245 a 65 milions d'anys enrere) i al Cenozoic (a la seva primera part, l'era Terciària), que varen abastar des del Magrib fins als Urals. L'existència de grans fosses marines en aquestes regions i el seu posterior tancament a causa de la convergència de les plaques continentals africana i europea va provocar enormes plegaments, en sentit nord i oest primer, i després en sentit sud i est.
Aquests plegaments van ser la causa que les plaques sedimentàries de superfície fossin desplaçades a les mateixes direccions que els plegaments. Tanmateix, en temps posteriors als moviments de compressió, s'hi van donar desplaçaments d'extensió, per flexió de les zones aixecades, cosa que va donar lloc a la difícil orografia actual dels Alps.

## Geologia
Com a resultat del complex procés de formació els Alps estan formats per roques sedimentàries (dipòsits acumulats durant l'Ordovicià) i roques metamòrfiques resultat de les grans pressions durant els plegaments, però a part central encara és possible trobar les restes de l'antic bassament cristal·lí, que constituïa el substrat dels dipòsits marins, aflorant en la superfície coberta de neu. També es troben algunes intrusions de roques plutòniques, materials anteriors a la formació dels Alps, que es troben a no gaire profunditat en una àrea que va entre Ivrea i el llac Maggiore. A aquestes intrusions pertany el granit rosat de Baveno emprat en construcció i decoració.

## Glaceres

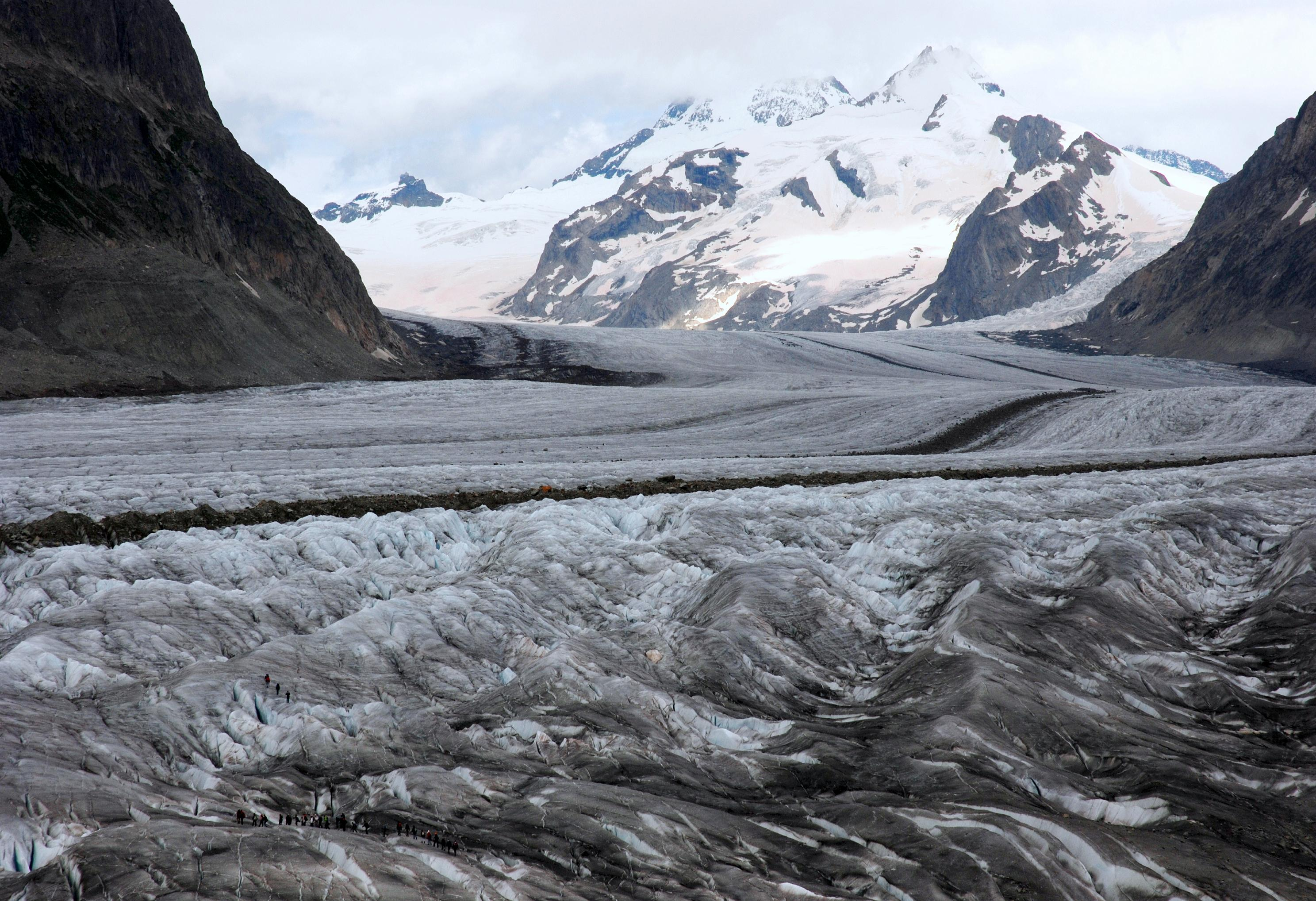
Glacera d'Aletsch

Les glaceres alpines actuals són restes només de la gran glaciació quaternària i continuen, a més, en constant i ràpid retrocés.
Malgrat això, amb dades del final del segle xx, es poden comptar molt nombroses glaceres, repartides per tota la serralada. Les més extenses, d'est a oest, són:
- La Glacera d'Aletsch, amb el Konkordiaplatz, que forma un conjunt de 130 quilòmetres quadrats de superfície. La seva llengua s'estén en una longitud de 27 quilòmetres. És la glacera més extensa d'Europa.

- El Gornergletscher, al Valais, amb una extensió de 68 quilòmetres quadrats i un recorregut de 13 quilòmetres. El clima sec d'aquella zona l'afecta molt especialment i és una de les glaceres en què s'aprecia millor el fenomen de recessió.

- Argentière, ja al massís del Mont Blanc, amb el conjunt de glaceres que el formen ocupa 24 quilòmetres quadrats i té un recorregut de cinc quilòmetres. Aquesta glacera ha tingut al darrer segle espectaculars moviments d'avanç, provocats per l'acumulació a la part mitjana de seracs caiguts de les crestes laterals, i ha arribat a afectar en el seu moviment algunes instal·lacions de l'estació d'esquí que hi ha a la zona. De totes maneres, i malgrat aquests avenços, des del 1900 la seva zona de fusió ha pujat uns 400 metres.

- La Mer de Glace, a la Vallée Blanche, també al massís del Mont Blanc, amb més de 13 quilòmetres de recorregut. Des del començament del segle xx (el 1908) i com un atractiu turístic es pot visitar –la seva base- amb el ferrocarril de Montenvers, que surt de Chamonix. Quan es va construir aquest ferrocarril, l'estació d'arribada quedava uns cinquanta metres per damunt de la gelera, i avui en són quasi tres-cents.

- Glacier des Bossons. El gel que l'ha format baixa -en part almenys- des del pic del Mont Blanc fins a gairebé el fons de la vall, a uns 1100 m. Té un fort pendent mitjà, uns 45°, cosa que fa que sigui una de les glaceres alpines de més ràpid desplaçament, uns 190 metres anuals. Només altres glaceres alpines més petites i penjades superen aquesta velocitat.

- Morterasch, situat a l'Alta Engadina, al cantó dels Grisons. Aquesta glacera és la més llarga de la Suïssa occidental. S'origina al Piz Bernina i recorre 7 km.

## Fauna i flora alpines

Clisèrie de la zonació altitudinal alpina, amb els diferents estatges segons la diferència d'altitud.

Als Alps, els hàbitats venen determinats per l'alçada; així, fins als 600 o 800 metres d'altitud, allí on ha estat possible, les terres s'han dedicat als conreus: alfals, panís, blat, raïm, patates i fruiters en són els cultius més freqüents.
A continuació les zones boscoses: faig, roures i coníferes de moltes espècies, de les quals n'hi ha que són de fulla caduca i que arriben –als llocs adients- fins a dos mil metres d'alçada. En general, però, per damunt de 1.500 metres, allí on s'ha format terra suficient per suportar-ho, dominen els prats d'herba per dallar i les pastures.
La supervivència de les diverses espècies d'animals salvatges ha estat condicionada també per l'existència de grans extensions del tot inhabitables: les glaceres i les altes crestes. A la resta del territori es troben els següents mamífers: el cabirol, l'isard, el cérvol i la cabra muntesa d'una espècie coneguda allà com a stambecco (Capra ibex) (aquesta darrera només a la zona dels Alps de Graies). L'os bru i el llop, almenys en completa llibertat, són només un record del passat.

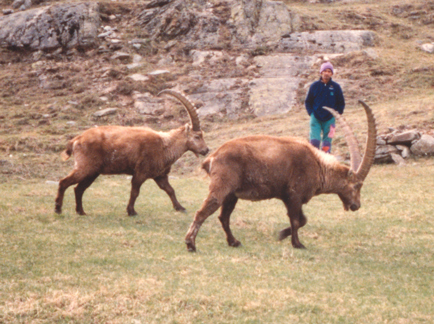
Capra ibex. Mamífer de mida grossa i aspecte fer, del tot inofensiu si no és molestat.

Són molt més freqüents el porc senglar, la guineu, l'esquirol, la marmota i la llebre. Aquestes dues darreres espècies ocupen zones elevades, aparentment molt per damunt de la línia de vegetació.
Als boscos, més difícils de trobar però, també hi ha teixons, genetes, petits mustèlids i el porc espí.
Les aus més visibles són l'àliga i el voltor, les gralles i els corbs. Una d'aquestes espècies de carronyaires (la gralla de bec groc) és capaç de pujar dalt de tot dels cims més freqüentats, per hostils que en siguin les condicions, al darrere dels grups d'alpinistes, mentre espera que li ofereixin menjar. Al vessant sud dels Alps s'ha reintroduït amb èxit el trencalòs.
Als rius, l'única espècie és la truita, encara que n'hi ha de diverses classes, algunes de foranes.
Val a dir que fins i tot fora de les zones d'especial protecció, els boscos i els animals són tractats amb molta cura a tota la zona dels Alps, en molts casos com un atractiu turístic, molt més valuós i rendible que la fusta dels arbres i la carn o la pell dels animals. Prova d'això és que el tímid esquirol és freqüent fins i tot als jardins dels poblets i de les ciutats.
També hi ha els Titiranxos que són uns animals de pelatje llarg de la família de les cabres, són petites però les banyes les tenen oientades cap a un costat.

## Clima
El clima varia depenen de les zones; en general fins als 1.000 metres predomina un clima temperat amb unes precipitacions d'entre 500 i 800 mm a l'any i unes temperatures mitjanes d'entre -3 °C i 5 °C a l'hivern i entre 16 °C i 22 °C a l'estiu.
A partir dels 1.000 metres d'altitud les temperatures baixen i les precipitacions pugen situant-se per sobre dels 1.000 mm anuals; les temperatures mitjanes a l'estiu estan al voltant dels 10 °C i entre els -10 °C i els -3 °C a l'hivern, i les precipitacions són majoritàriament de neu de novembre a l'abril.
A 1.800 metres, a causa del fet que els efectes de l'altitud del clima alpí són més extrems, les precipitacions ronden els 2.000 mm anuals i les temperatures estan sota zera entre 6 i 9 mesos a l'any, oscil·lant entre els 3 °C i los 9 °C a l'estiu. o per sota dels -8 °C a l'hivern, i la neu ho cobreix tot d'octubre a juny.
Per sobre de la barrera dels 3.000 metres, entre a la zona de les glaceres i les neus perpètues, amb temperatures mitjanes mensuals gairebé sempre per sota dels 2 o 0 graus Celsius.

## Presència humana als Alps
L'ocupació humana a la serralada és relativament molt moderna. Es considera que fa només uns cinc mil anys que s'hi van començar a instal·lar les primeres poblacions permanents. Les grans glaceres, en el seu retrocés, van alliberar grans extensions de terres planes, cobertes amb el pas del temps per sediments fèrtils, a tots dos vessants de la serralada, que en el seu moment serien ocupades per l'home, en el seu procés d'expansió.
No és fins a l'època de la conquesta romana que es tenen dades històriques de la població humana als Alps. En aquells moments les principals tribus –d'origen cèltic- eren els úbers, els seduns, els veragres, els nantuals, els lepontins, els rètics i els salassos. Les invasions romanes des del sud i les germàniques (longobards) des del nord van empènyer grups de població a ocupar valls de l'un o l'altre costat de la serralada, travessant els elevats ports de muntanya, cosa que explica l'alternança de les diverses cultures idiomàtiques.
De forma semblant a com va passar als Pirineus, es va donar un curt període d'invasió i de dominació musulmana en la vila de Fraxinètum des d'on els sarraïns feien incursions cap a altres llocs, arribant fins al Piemont a Itàlia i controlaven els passos i colls dels Alps. Una posició avançada es va establir al pas de Sant Bernat prop de l'actual Saint-Maurice (al Valais) a Suïssa.
Conseqüència dels moviments de població són els idiomes que actualment s'hi parlen: el francès, que és l'idioma de la política i la cultura, i que domina en exclusiva la part oest. L'alemany a la part nord, i que s'imposa al món de la indústria a Suïssa i al Tirol, així com a determinades valls del vessant sud en forma de dialectes: la vall de Gressoney i d'Ayas, i a la població de Breuil, a la vall de Cervinia, totes aquestes ja a Itàlia.
El romanx és l'idioma comú a la zona dels Grisons i la part alta de la vall del Rin. Aquest idioma té, a més, nombrosos dialectes, però entre tots són a penes utilitzats per cinquanta mil persones. El ladí es parla a Itàlia, on està restringit pràcticament a la zona dels Dolomites, i a les valls del sud-est suís. En forma de dialectes, molt barrejat amb el romanx i sense la categoria de llengua escrita, es parla a zones del Tirol.
Suïssa, país alpí, ha esdevingut un exemple de convivència i tolerància idiomàtica: té quatre idiomes oficials, molt diferents entre ells i també respecte a la seva extensió. Malgrat això no es donen conflictes entre els naturals d'una o una altra parla. Políticament sempre neutral, manté, també, una exquisida neutralitat interior.
Durant tot el segle xx i també actualment, els Alps han esdevingut una primera destinació mundial del turisme. Amb el fons paisatgístic que els caracteritza, s'ha construït un nombre important d'estacions hivernals per a la pràctica de l'esquí alpí. Algunes són molt importants, d'altres només tenen un petit remuntador, situat –és el cas de petits pobles a les zones rurals d'Àustria- a vegades al mateix pati de l'escola pública de la localitat.
La pràctica de l'alpinisme atreu cada estiu milers de practicants, que hi romanen, en molts casos, la temporada sencera.
Així mateix, a la primavera, les ascensions i travesses d'esquí de muntanya donen vida a pobles i refugis de muntanya remots, en valls apartades, sovint fora dels corrents turístics més importants.
Totes aquestes activitats plegades han donat lloc a una veritable indústria de la muntanya, que a més s'està fent amb un notable respecte per l'entorn, excepte naturalment en el cas de les estacions d'esquí, que per força han d'estendre les seves instal·lacions. Aquesta indústria és molt contestada a les darreres dècades: se n'han limitat les noves instal·lacions i s'han retirat aquelles que per qualsevol raó quedaven fora de servei.
Són nombrosos els grups de caràcter conservacionista i que tenen una considerable influència a la societat, que vetllen per impedir la desnaturalització de la serralada.

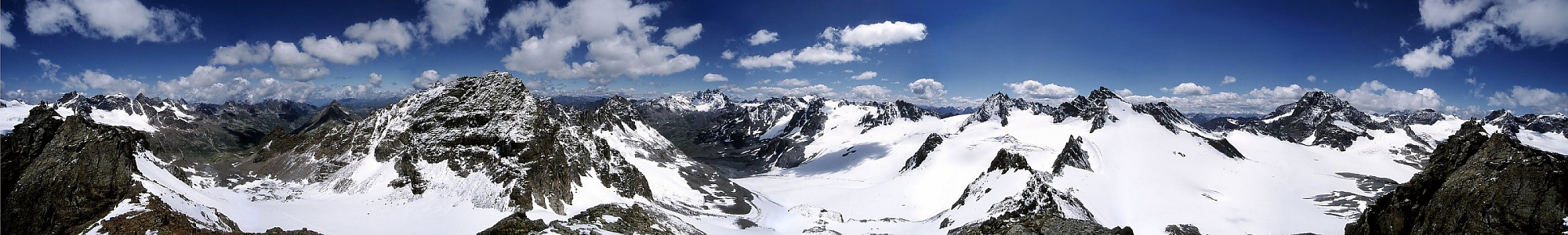
Vista panoràmica